# Ingeborg Grolle
Ingeborg Grolle (* 29. März 1931 in Winterlingen als Ingeborg Streitberger) ist eine deutsche Historikerin.

## Leben
Grolle studierte Germanistik, Geschichte und Romanistik an den Universitäten Tübingen, Paris und Göttingen und promovierte 1961 über die französische Verwaltung Straßburgs im 18. Jahrhundert (Der königliche Prätor von Straßburg 1685–1789. Freie Stadt im absoluten Staat., Wiesbaden 1961). Danach arbeitete sie beim Schulfunk (Südwestfunk) und an einem Geschichtsschulbuch des Klett-Verlags. Außerdem beschäftigte sie sich mit der Frauen- und Sozialgeschichte Hamburgs. Ein Schwerpunkt ihrer wissenschaftlichen Arbeit ist die Frauenbewegung des 19. Jahrhunderts.

## Werke (Auswahl)
- Die jüdische Kauffrau Glikl (1646–1724), Bremen: Ed. Temmen, 2011, ISBN 978-3837820171
- Eine Diplomatenehe im Bann von Napoleon und Goethe,  Bremen: Ed. Temmen, 2007, ISBN 3861088789[2]
- Wegbereiter der Diakonie, Bremen: Ed. Temmen, 2005, ISBN 978-3861080572
- Friedrich Christoph Perthes, Bremen: Ellert und Richter, 2004, ISBN 978-3-8319-0183-8
- Die freisinnigen Frauen, Bremen: Ed. Temmen, 2000, ISBN 978-3861087700
- An die Liebe glauben, Hamburg: Agentur des Rauhen Hauses, 1998, ISBN 3760008607
- Demokratie ohne Frauen?, Hamburg: Amt für Schule, 1998
- „Ich habe Jonglieren mit drei Bällen geübt“, Hamburg: Dölling und Galitz, 1995, ISBN 3930802015
- Frauen nach dem Krieg 1945–1950 Hamburg: Amt für Schule, 1994